# Каурець
Кауре́ць (рос. Каурец) — село складі Наровчатського району Пензенської області, Росія.
Населення — 9 осіб (2010; 39 у 2002).
Національний склад станом на 2002 рік:
- росіяни — 100 %